# Live In Praha
Live In Praha je hudební DVD slovenské skupiny Iné Kafe. Kromě záznamu koncertu z pražské Incheba arény z konce ledna obsahuje i všechny videoklipy (dosud natočené) a jiné bonusy. Zároveň je zde představena nová skladba "Deja-Vu". Na DVD se však nenacházejí tři písně z koncertu (Úspěšně zapojeni a Starý pán z alba Je tu niekto? a Závist z alba Vitaj!). Ukázky těchto skladeb se však nacházejí v části měsíc po koncertě, kde jednotliví čtyři členové popisují své pocity z koncertu.
Rozlučkový koncert kapely se konal 31. ledna 2009 v pražské Incheba aréně, který navštívilo přes 4 500 fanoušků.

## Obsah DVD

### Koncert
Skladby jsou uvedeny zároveň s albem, ze kterého původně pocházejí.
1. „Peter“ (Čumil)
2. „Skús To Ďalej“ (Čumil)
3. „Mýtna“ (Bez udania dôvodu)
4. „Kto Na To Príde?“ (Je tu niekto?)
5. „Veľkou Palicou“ (Vitaj!)
6. „Plán“ (Príbeh)
7. „Čo Chcú?“ (Je Tu Niekto?)
8. „Petra“ (Je Tu Niekto?)
9. „Sám Proti Všetkým“ (Situácia)
10. „Opäť Na Streche“ (Bez udania dôvodu)
11. „Telefónne Číslo“ (Príbeh)
12. „090X“ (Vitaj!)
13. „Biely Hotel“ (Príbeh)
14. „Ráno“ (Je tu niekto?)
15. „Čumil“ (Čumil)
16. „120 Čísel (Pod Zemou)“ (Bez udania dôvodu)
17. „30. Február“ (Je tu niekto?)
18. „Prečo Je To Tak?“ (Príbeh)
19. „Leto Na Ukrajine“ (Kachny)
20. „Spomienky Na Budúcnosť“ (Bez udania dôvodu)
21. „Ružová Záhrada“ (Príbeh)
22. „Svätý Pokoj“ (Čumil)
23. „Vianoce“ (Čumil)
24. „Deja-Vu“
25. „Kašovité Jedlá“ (Príbeh)
26. „Ďakujeme Vám“ (Príbeh)
27. „Záverečná“ (Príbeh)
28. Outtro (nie je skladbou)

### Videoklipy
Ke každému videoklipu byl natočen i komentář.
1. „090X“
2. „Čumil“
3. „Vianoce“
4. „Kto Na To Príde?“
5. „Úspešne Zapojení“
6. „Ráno“
7. „Mám Pocit...“
8. „Ďakujeme Vám“
9. „Ružová Záhrada“
10. „Veľkou Palicou III“
11. „Spomienky Na Budúcnosť“
12. „Krvavá Blondína“
13. „Alibi“
14. „Svätý Pokoj (Live 2008)“

### Bonusy
- Komentáře členů skupiny ke klipem
- Měsíc po koncertě
- Backstage před a po koncertě
- Dokument "Iné Kafe Live 22. 5. 2008 Bratislava" + písně 30. únor a Svatý klid.

## Sestava (týká se pouze koncertu)
- Vratko Rohoň - kytara, zpěv
- Peter "Forus" Fóra - basa, vokály
- Mário "Wayo" Praženec - kytara
- Dodo Praženec - bicí
- Host: Peter Preložník - klavír (13, 14)